# Dimitsana
Dimitsana (řecky Δημητσάνα) je město na Peloponésu, v kraji Arkádie. Bylo založeno na místě starověkého města Teuthis (Τεύθις), dnes má kolem 900 stálých letních obyvatel. V minulosti byla Dimitsana významným kulturním centrem a proto zde stojí velké budovy. Dnes je to hlavně odpočinková destinace Athéňanů, stojí zde několik hotelů, známá je také středověká ozdobná kostelní zvonice.

## Teuthis
Dle Homéra se město Theutis zúčastnilo trojské války. V starověkém městě Theutis, jak nás informuje Pausaniás , se nacházel chrám bohyně Athény, Afrodity a Artemidy. Nacházela se zde i socha bohyně Athény. Obyvatelé města Theutis osídlili nové město Megalopolis.

## Dějiny

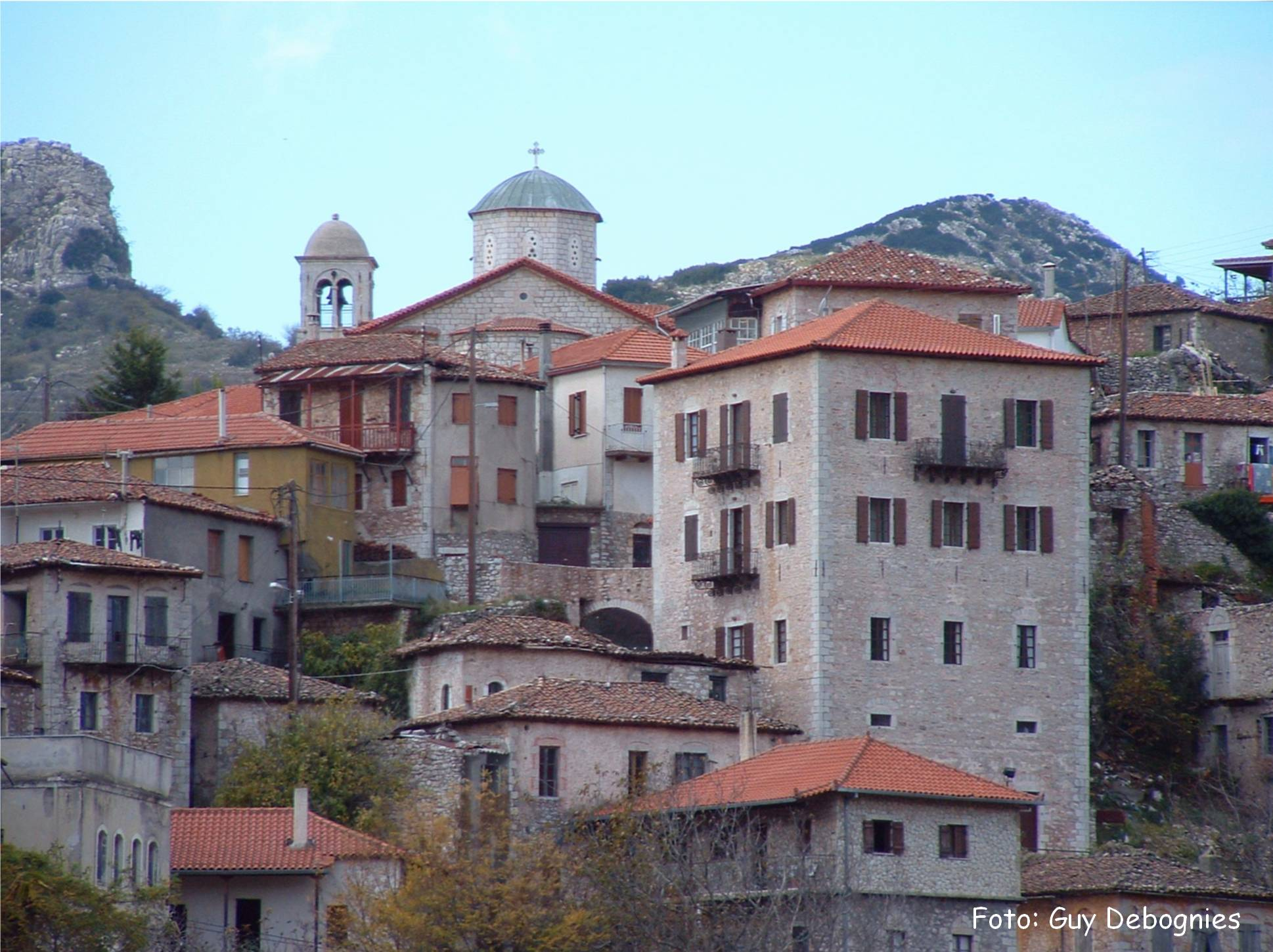
Dimitsana

V 6. stol. po Kr. se v okolí města usazují kmeny Slovanů, kteří kolonizovali část Řecka s Peloponésem. Slované zde zůstali až do 9. stol., kdy byli poraženi a přesídleni do Anatolie, zbytek se promíchal s místním řeckým obyvatelstvem a tak vznikla Dimitsana.
Samotné toponymum je možno slovanské (od dimica), nebo řecké (Dimos). První zprávu o městě máme z roku 963, kdy zde byl založen klášter, kde se uchovávaly vzácné knihy. V roce 1764, již během turecké nadvlády zde byla založena samostatná řecká knihovna a město se stalo jedním z nejvýznamnějších kulturním center Peloponésu. Byla zde velmi známá řecká škola, ze které pocházely mnohé významné osobnosti. V Dimitsane působil i vůdce Řecké války za nezávislost od Turků, Theodoros Kolokotronis, místním rodákem byl také biskup Germanos, který slavnostně vyhlásil válku. Po vzniku Řecka, zejména počátkem 20. stol. se mnoho obyvatel vystěhovalo zejména do Atén, proto je dnes Dimitsana klidná, v zimě téměř neobydlená vesnice. Elektrické vedení bylo zavedeno až v roce 1960.